# Ґерсен
Ґерсен (гінді गैरसैण, МФА: [ɡɛːrsɛːɳ]) — селище в центральній частині штату Уттаракханд, Індія, що пропонується як нова столиця штату. Ділянка була вибрана прихильниками відділення штату в 1994 році через її розташування біля географічного центру на межі двох його регіонів — Гархвал і Кумаон. Нині, тимчасовою столицею штату залишається його найбільше місто Деградун.
| Індія | Це незавершена стаття з географії Індії. Ви можете допомогти проєкту, виправивши або дописавши її. |